# Good Will Hunting
Good Will Hunting er en dramafilm fra 1997, instrueret af Gus Van Sant. Manuskriptet er skrevet af Matt Damon og Ben Affleck, som begge medvirker i filmen. Filmens scenelokaliteter er i Boston, Massachusetts, og fortæller historien om Will Hunting (Matt Damon) som er en urolig problematisk ung, irsk, katolsk mand fra South Boston, der arbejder som pedel på Massachusetts Institute of Technology. Will er et uopdaget geni specielt indenfor matematikkens verden. Men på trods af sin store intelligens må Will lære at overvinde sin dybe frygt for at knytte sig følelsesmæssigt til andre mennesker og lære om tillid og kærlighed til mennesker, der interesserer sig for ham. [kilde mangler]
Filmen blev en økonomisk succes og modtog ni oscarnomineringer, deriblandt en for bedste film. Robin Williams modtog en Oscar for bedste mandlige birolle og bl.a. modtog Affleck og Damon en Oscar for bedste originale manuskript.

## Medvirkende
- Matt Damon som Will Hunting
- Robin Williams som Sean Maguire
- Ben Affleck som Chuckie Sullivan
- Stellan Skarsgård som Professor Gerald Lambeau
- Minnie Driver som Skylar
- Casey Affleck som Morgan O'Mally
- Cole Hauser som Billy McBride
- John Mighton som Tom

## Priser og nomineringer
Oscaruddelingen 1998
- Vandt: Oscar for bedste mandlige birolle – Robin Williams
- Vandt: Oscar for bedste originale manuskript – Ben Affleck og Matt Damon
- Nomineret: Oscar for bedste film
- Nomineret: Oscar for bedste instruktør – Gus Van Sant
- Nomineret: Oscar for bedste mandlige hovedrolle – Matt Damon
- Nomineret: Oscar for bedste kvindelige birolle – Minnie Driver
- Nomineret: Oscar for bedste klipning – Pietro Scalia
- Nomineret: Oscar for bedste musik – Danny Elfman
- Nomineret: Oscar for bedste sang – Elliott Smith (sang "Miss Misery")

55th Golden Globe Awards
- Vandt: Golden Globe for bedste filmmanuskript – Ben Affleck og Matt Damon
- Nomineret: Golden Globe for bedste film - drama
- Nomineret: Golden Globe for bedste skuespiller - drama – Matt Damon
- Nomineret: Golden Globe for bedste mandlige birolle - film – Robin Williams

 Dette afsnit eller denne liste er kun påbegyndt. Hvis du ved mere om emnet, kan du hjælpe Wikipedia ved at tilføje mere.